# Tabasco (sauce)
Pour les articles homonymes, voir Tabasco.
Le Tabasco, ou sauce Tabasco, est une sauce pimentée de marque déposée, liquide, à base de piments rouges mûrs à point fermentés en tonneaux, de vinaigre et de sel. 
Elle tire son nom des piments de Tabasco (État mexicain), Capsicum frutescens, qui entrent dans sa composition. Il existe plusieurs variantes de la sauce originale, dont une au piment vert.

## Historique

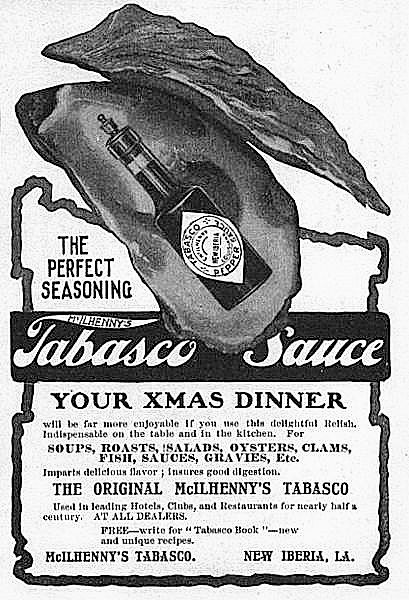
Une publicité pour Tabasco (1903). La forme de la bouteille ainsi que l'étiquette en forme de losange sont toujours utilisées aujourd'hui.

Le tabasco est fabriqué en Louisiane (États-Unis) depuis 1868 par la société McIlhenny, du nom de son inventeur, Edmund McIlhenny (en), un ancien banquier du Maryland qui déménage en Louisiane autour de 1840. Initialement, McIlhenny utilisait des bouteilles vides d'eau de Cologne pour distribuer sa sauce à sa famille et à ses amis, puis commanda des milliers de bouteilles d'eau de Cologne auprès d'une manufacture de La Nouvelle-Orléans lorsqu'il commença à en vendre au grand public. C'est dans ce conditionnement que la sauce fut pour la première fois distribuée commercialement. À la mort d'Edmund McIlhenny en 1890, son fils John Avery lui succède en modernisant et étendant l'entreprise avant de démissionner et de s'engager dans les Rough Riders de Theodore Roosevelt.
À la suite du départ de John Avery, son frère Edward Avery McIlhenny, un naturaliste autodidacte, revenant d'une expédition en Arctique, prend le contrôle de l'entreprise et s'emploie à la développer et la moderniser de 1898 jusqu'à sa mort en 1949. Son successeur, Walter S. McIlhenny, un vétéran de l'US Marine Corps qui servit à Guadalcanal, dirige l'entreprise jusqu'à sa mort en 1985. La société est aujourd'hui dirigée par la sixième génération de la famille McIlhenny.

## Production

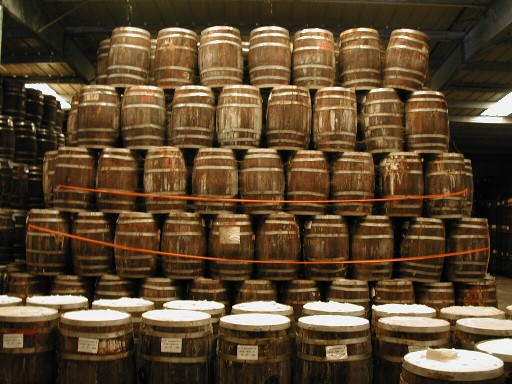
Maturation du Tabasco dans des tonneaux en chêne de l'île Petite Anse en Louisiane.

Originellement, tous les piments du Tabasco étaient cultivés sur l'île Petite Anse en Louisiane. Alors qu'aujourd'hui seule une petite parcelle y est toujours cultivée, les piments entrant dans la composition du Tabasco proviennent de plusieurs endroits d'Amérique centrale et d'Amérique du Sud. Des conditions météorologiques moins aléatoires et de plus vastes terres cultivables permettent un meilleur rendement de production. 
Selon la tradition de l'entreprise, les piments sont toujours récoltés à la main. Pour s'assurer de la maturité des piments récoltés, ceux-ci sont comparés à un petit bâton rouge qui équipe chaque ouvrier ; les piments qui ne correspondent pas à la couleur du bâton ne sont pas sélectionnés. Les piments récoltés sont broyés dans la foulée, mélangés à du sel puis placés dans des tonneaux de chêne. Les tonneaux sont ensuite envoyés dans les entrepôts de l'île Petite Anse pour une maturation de trois ans. Après maturation, le moût de piment est filtré pour lui en retirer peaux et grains. Le liquide obtenu est ensuite mélangé à du vinaigre, malaxé occasionnellement pendant un mois puis embouteillé. La plupart du sel entrant dans la production du Tabasco est issu d'une mine de sel de l'île Petite Anse, parmi les plus grandes des États-Unis. 
L'île Petite Anse a été durement frappée en 2005 par des dépressions tropicales, en particulier l'ouragan Rita. L'usine a échappé à de sérieux dommages matériels grâce à des investissements menés par l'entreprise dans une digue de 5,2 m et l'achat de groupes électrogènes.

## Utilisations

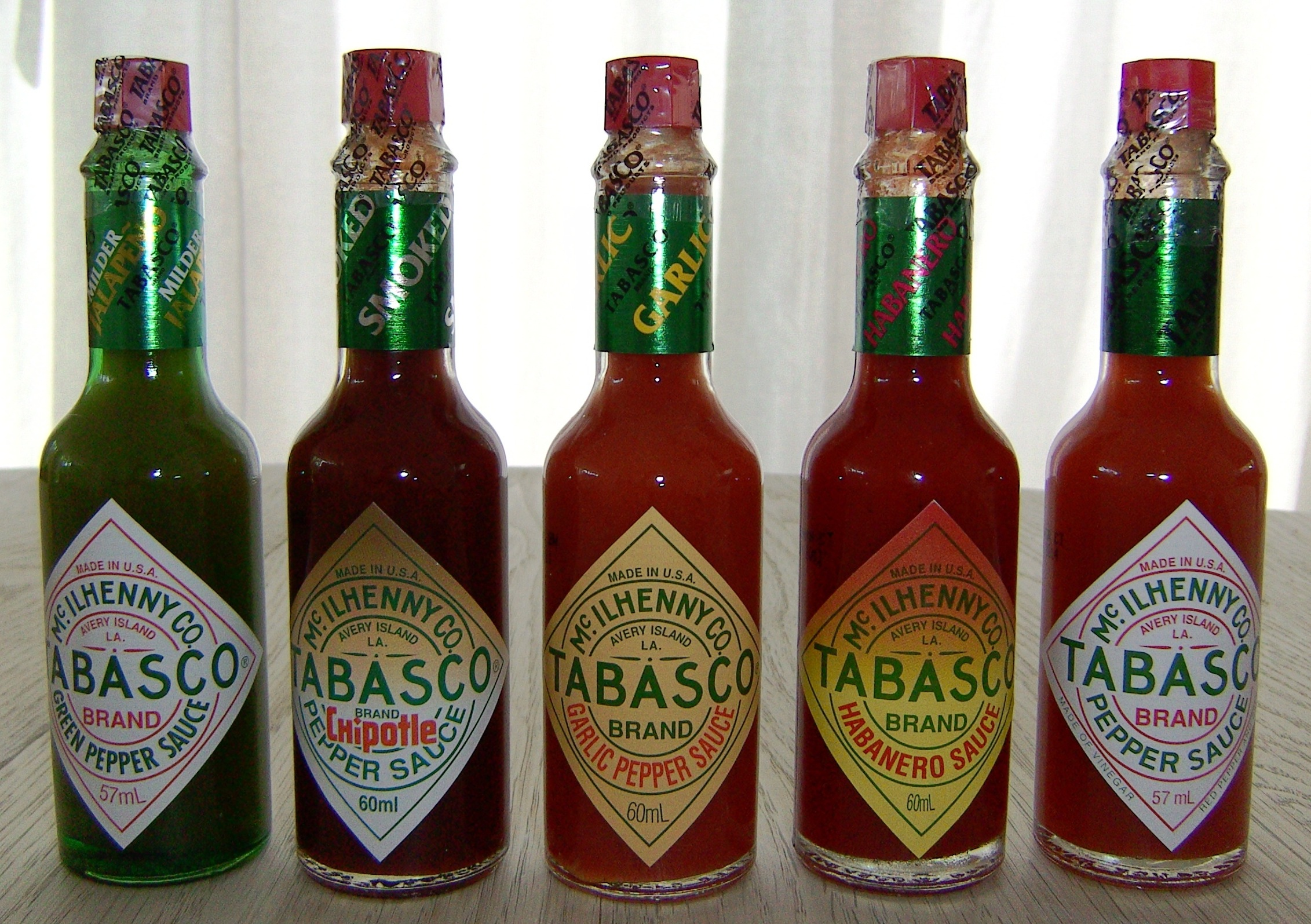
Variétés de Tabasco (de gauche à droite) : Green Pepper Sauce, Chipotle Pepper Sauce, Garlic Pepper Sauce, Habanero Sauce et Pepper Sauce (Original).

Cette sauce est utilisée en cuisine, notamment pour relever les plats de la cuisine Tex-Mex (chili con carne, tacos) ou la préparation du steak tartare. Elle entre également, avec parcimonie, dans la recette des cocktails bloody mary, bloody caesar ou « chien enragé » (wściekły pies, mélange polonais également appelé Teraz Polska en raison des couleurs rappelant le drapeau de la Pologne) qui rassemble vodka, jus de tomate (pour le bloody mary), jus de framboise (pour le wściekły pies) et quelques gouttes de Tabasco.
L'entreprise McIlhenny autorise d'autres entreprises à utiliser le tabasco en tant qu'ingrédient de leur produit, comme le spam, les bâtons de bœuf Slim Jim, le ketchup Heinz.

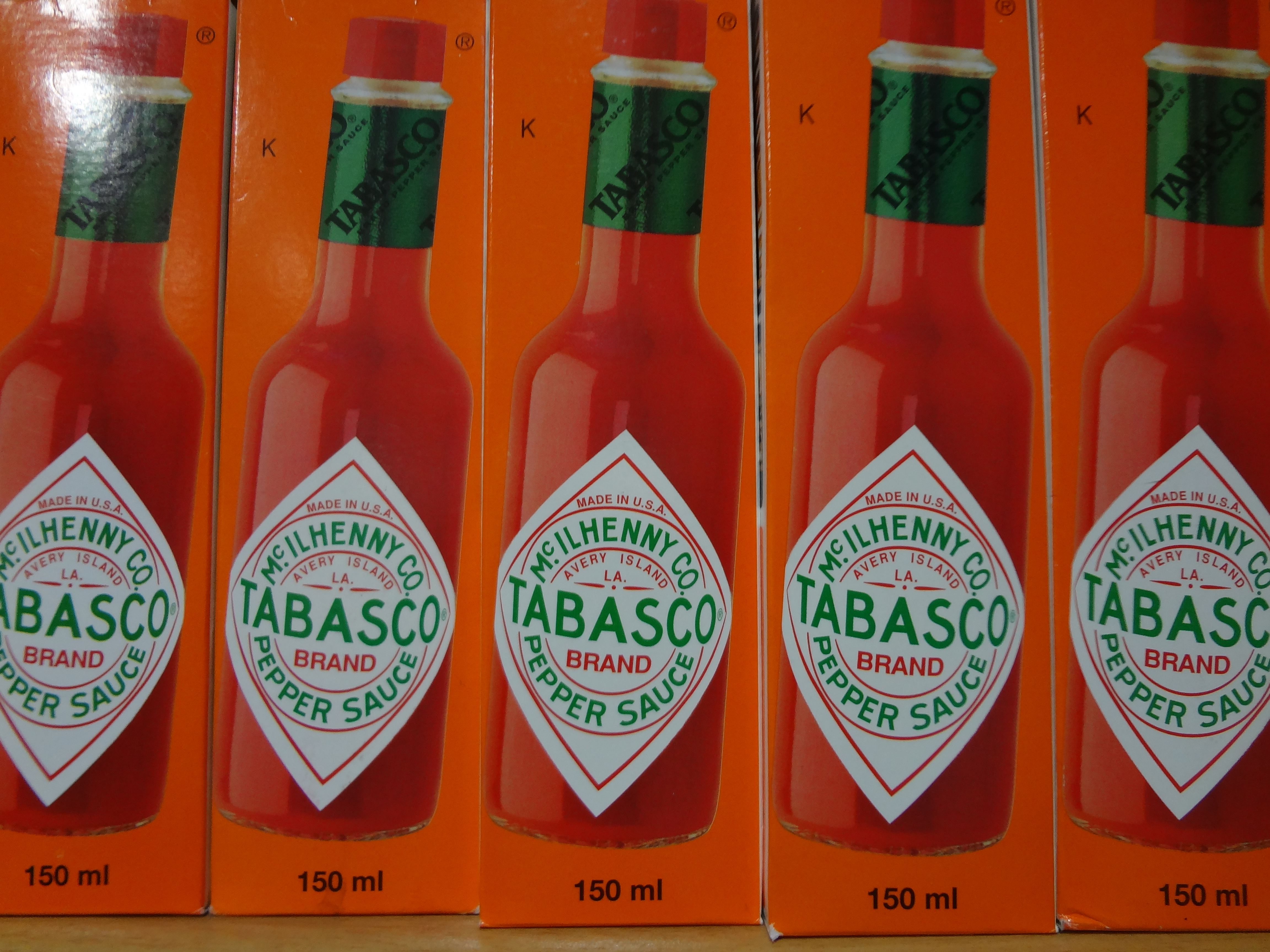

## Dans la culture populaire
Dans le film Retour vers le futur 3, la sauce Tabasco est utilisée dans la mixture Debout les morts, une sorte de breuvage inventé par les barmans Chester et Joey, en 1885, comme antidote pour la gueule de bois d'Emmet Brown. 
Dans la série Roswell, le Tabasco est le condiment préféré des trois personnages principaux et est utilisé à de nombreuses reprises, pour diverses raisons, durant les trois ans de la série.